# Пенфей (Эсхил)
«Пенфей» — трагедия древнегреческого драматурга Эсхила (первая половина V века до н. э.), входившая в состав «второй дионисовой тетралогии». Её текст почти полностью утрачен.

## Сюжет и судьба пьесы

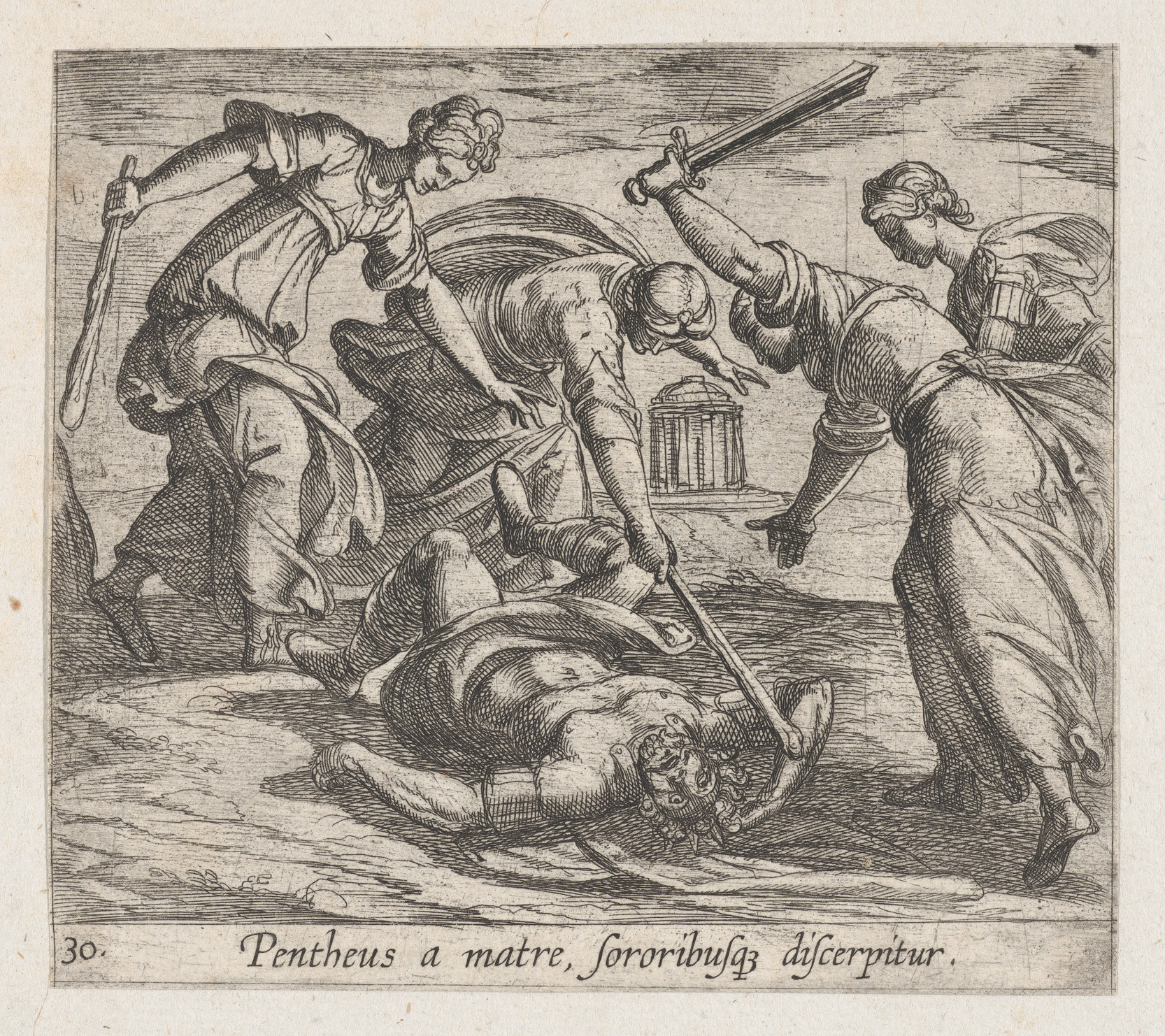
Смерть Пенфея. Иллюстрация к «Метаморфозам» Овидия

«Пенфей» является частью цикла пьес, посвящённого мифам Беотии и истории бога виноделия Диониса («Второй дионисовой тетралогии»). В состав этого цикла входили также трагедии «Семела, или Водоносицы» и «Шерстечесальщицы», сатировская драма «Кормилицы Диониса». В источниках нет точной информации о том, в каком порядке эти пьесы следовали друг за другом, так что антиковеды выдвигали разные версии. Сейчас большинство исследователей полагает, что «Семела» была первой частью тетралогии, а «Пенфей» — второй. Появляющееся в некоторых источниках название «Вакханки» — это, по-видимому, альтернативное название «Пенфея».
Заглавный герой пьесы — царь Фив, который борется со своим родичем Дионисом. Последний насылает вакхическое безумие на мать Пенфея Агаву, и та со своими спутницами разрывает сына на куски.
Текст «Пенфея» оказался утрачен практически полностью. Сейчас учёные располагают только одним коротким фрагментом, в строку: «Струёю крови землю не обрызгивай». Ещё один фрагмент, из «Вакханок» (предположительно это та же пьеса), включает две строки: «Возмездие не медлит быстроногое // Тем, кто попрал пределы справедливости».